# Alte Ziegelhütte (Waldmünchen)
Alte Ziegelhütte ist ein Gemeindeteil der Stadt Waldmünchen im Landkreis Cham des Regierungsbezirks Oberpfalz im Freistaat Bayern.

## Geografie
Der Weiler Alte Ziegelhütte liegt am Westufer des Perlsees, 600 Meter nördlich der Staatsstraße 2146, 1,6 Kilometer nordwestlich von Waldmünchen, 1 Kilometer nordöstlich von Hocha und 3 Kilometer südwestlich der tschechischen Grenze. An seinem südlichen Ortsrand geht es in den Gemeindeteil Zieglhütte über.

## Geschichte
Alte Ziegelhütte wurde 1950 als „Ortsteil“ von Waldmünchen erstmals erwähnt.
Alte Ziegelhütte gehört zur Pfarrei Waldmünchen. 1997 hatte es 12 Katholiken.

## Tourismus und Sehenswürdigkeiten
Durch Alte Ziegelhütte führen der 660 Kilometer lange Goldsteig, der 178 Kilometer lange Pandurensteig, der Schwarzachtal-Radweg, der Iron Curtain Trail (EV13) und die Mountainbikewege MTB-Tour 10, MTB-Tour 13 und MTB-Tour 23.

## Namensgleichheit und Unterscheidung
Es gibt im Bereich der Stadt Waldmünchen drei Ortsteile mit dem Namen Ziegelhütte, die weniger als zwei Kilometer voneinander entfernt sind. Sie heißen gegenwärtig Neue Ziegelhütte, Alte Ziegelhütte und Zieglhütte. Zieglhütte und Alte Ziegelhütte liegen direkt nebeneinander am Westufer des Perlsees, Neue Ziegelhütte liegt Zwei Kilometer südwestlich davon am Ufer der Böhmischen Schwarzach. Alle drei Ortschaften gehörten zur Pfarrei Waldmünchen. Neue Ziegelhütte und Alte Ziegelhütte gehörten zur Gemeinde Waldmünchen. Zieglhütte gehörte zunächst zur Gemeinde Hocha und ab 1970 ebenfalls zur Gemeinde Waldmünchen. Neue Ziegelhütte und Zieglhütte wurden seit 1861 in den Verzeichnissen erwähnt. Die Bezeichnung Alte Ziegelhütte taucht erstmals im Ortsverzeichnis von 1950 auf.
Es folgt ein Vergleich der drei Ortschaften. Die Spalte Sp bezeichnet die Seite beziehungsweise Spalte im jeweiligen Ortsverzeichnis, E die Einwohnerzahl, Gb die Gebäudezahl, Gm die Gemeinde, Wm Waldmünchen.
|      | Neue Ziegelhütte          | Neue Ziegelhütte | Neue Ziegelhütte | Neue Ziegelhütte | Neue Ziegelhütte | Alte Ziegelhütte   | Alte Ziegelhütte | Alte Ziegelhütte | Alte Ziegelhütte | Alte Ziegelhütte | Zieglhütte                | Zieglhütte | Zieglhütte | Zieglhütte | Zieglhütte |
| Jahr | Name                      | Sp               | Gm.              | E                | Gb               | Name               | Sp               | Gm.              | E                | Gb               | Name                      | Sp         | Gm.        | E          | Gb         |
| ---- | ------------------------- | ---------------- | ---------------- | ---------------- | ---------------- | ------------------ | ---------------- | ---------------- | ---------------- | ---------------- | ------------------------- | ---------- | ---------- | ---------- | ---------- |
| 1861 | Ziegelhütte bei Ast       | 812              | Wm               | 14               | k. A.            | k. A.              |                  |                  |                  |                  | Zieglhütte                | 810        | Hocha      | 11         | 3          |
| 1871 | Ziegelhütte bei Ast       | 996              | Wm               | 18               | 13               | k. A.              |                  |                  |                  |                  | Zieglhütte                | 993        | Hocha      | 6          | 5          |
| 1885 | Ziegelhütte b. Ast (neue) | 942              | Wm               | 27               | 4                | k. A.              |                  |                  |                  |                  | Zieglhütte                | 939        | Hocha      | 10         | 1          |
| 1900 | Ziegelhütte b. Ast        | 984              | Wm               | 30               | 3                | k. A.              |                  |                  |                  |                  | Zieglhütte                | 982        | Hocha      | 6          | 1          |
| 1913 | Ziegelhütte gg. Ast       | 378              | Wm               | 23               | 4                | k. A.              |                  |                  |                  |                  | Ziegelhütte gg. Buchwalli | 378        | Hocha      | 4          | 1          |
| 1925 | Ziegelhütte b. Ast        | 1002             | Wm               | 22               | 4                | k. A.              |                  |                  |                  |                  | Zieglhütte                | 999        | Hocha      | 5          | 1          |
| 1950 | Ziegelhütte b. Ast        | 862              | Wm               | 36               | 5                | Ziegelhütte (alte) | 862              | Wm               | 13               | 2                | Zieglhütte                | 859        | Hocha      | 9          | 1          |
| 1961 | Neue Ziegelhütte          | 634              | Wm               | 25               | 5                | Alte Ziegelhütte   | 634              | Wm               | 6                | 1                | Zieglhütte                | 632        | Hocha      | 10         | 1          |
| 1970 | Neue Ziegelhütte          | 126              | Wm               | 26               | k. A.            | Alte Ziegelhütte   | 126              | Wm               | 4                | k. A.            | Zieglhütte                | 126        | Wm         | 5          | k. A.      |
| 1987 | Neue Ziegelhütte          | 255              | Wm               | 21               | 5                | Alte Ziegelhütte   | 255              | Wm               | 14               | 5                | Zieglhütte                | 255        | Wm         | 0          | 0          |
| 1997 | Neue Ziegelhütte          | 770              | Wm               | 16               | k. A.            | Alte Ziegelhütte   | 769              | Wm               | 12               | k. A.            | k. A.                     |            | Wm         |            | k. A.      |
| 2011 | Neue Ziegelhütte          |                  | Wm               | 11               | k. A.            | Alte Ziegelhütte   |                  | Wm               | 0                | k. A.            | Zieglhütte                |            | Wm         | 11         | k. A.      |